# Gens Porcia

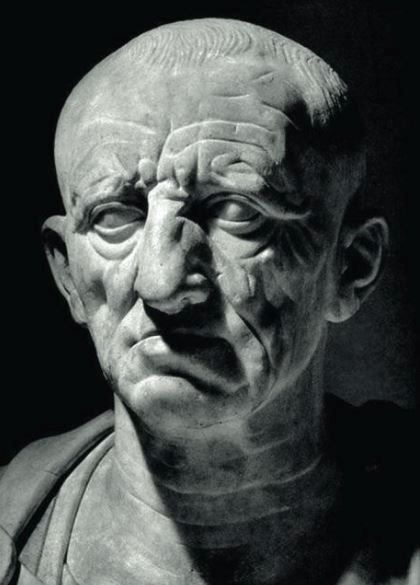
Marcus Porcius Cato Censorius maior

De gens Porcia, was een plebeïsch geslacht waarvan de eerste vermelding teruggaan tot het midden van de derde eeuw v.Chr.. Hun naam was afgeleid van de Latijnse term porcus (= varken). De Porcii waren tijdens de Republikeinse tijd onderverdeeld in een  drietal families met elk een eigen cognomen, te weten: Laeca, Licinus en Cato. In de Keizertijd werden deze aangevuld met: Festus, Latro en Septimius.
Hieronder staan alle verschillende leden van de gens Porcia.   

## Gens Porcia Catones
Mannelijke leden:
- Marcus Porcius Cato Censorius maior: (234-149 v.Chr.), consul in 195 v.Chr., censor in 184 v.Chr.

- Marcus Porcius Cato Licinianus (? - 152 v.Chr.), oudste zoon van M. Porcius Cato Censorius.

- Marcus Porcius Cato Salonianus (154 - ? v.Chr.), jongste zoon van M. Porcius Cato Censorius.

- Marcus Porcius Cato (consul in 118 v.Chr.): consul in 118 v.Chr., oudste zoon van Cato Licinianus.

- Gaius Porcius Cato (consul in 114 v.Chr.): consul in 114 v.Chr., jongste zoon van Cato Licinianus

- Marcus Porcius Cato (tribunus plebis): volkstribuun, oudste zoon van Cato Salonianus, vader van Cato Uticensis minor.

- Gaius Porcius Cato (tribunus plebis): (afkomst is onbekend wellicht zoon van Gaius Porcius Cato) volkstribuun in 56 v.Chr.

- Lucius Porcius Cato: (? - 89 v.Chr.) consul in 89 v.Chr., jongste zoon van Cato Salonianus.

- Marcus Porcius Cato (III): praetor, enige zoon van Marcus Porcius Cato (I)

- Marcus Porcius Cato Uticensis minor: (95-46 v.Chr.), zoon van M. Porcius Cato (II), praetor in 54 v.Chr.

- Marcus Porcius Cato (IV): (? - 42 v.Chr.) oudste zoon van Cato Uticensis minor uit diens eerste huwelijk met Atilia.

- Porcius Cato: zoon van Cato Uticensis minor uit diens tweede huwelijk met Marcia.

Vrouwelijke leden:
- Porcia Catonis (i): (? - 46/45 v.Chr.) dochter van M. Porcius Cato (II), zuster van Cato Uticensis minor.

- Porcia Catonis (ii): (? - 42 v.Chr.) dochter van Cato Uticensis minor uit zijn eerste huwelijk.

- Porcia Catonis (iii): dochter van Cato Uticensis minor uit zijn tweede huwelijk.

Banden met andere gentes
- Gens Calpurnia → Marcus Calpurnius Bibulus.
- Gens Domitia → Lucius Domitius Ahenobarbus (II).
- Gens Hortensia → Hortensia.
- Gens Junia → Marcus Junius Brutus en Marcus Junius Silanus (III).
- Gens Junia → Marcus Junius Brutus
- Gens Livia → Livia Drusilla (i).
- Gens Servilia → Quintus Servilius Caepio (III)
- Gens Marcia → Marcia (IV).

## Gens Porcia Laeca
- Publius Porcius Laeca: volkstribuun in 199 v.Chr., praetor in 195.
- Marcus Porcius Laeca: deelgenoot van de Catilinarische samenzwering in 63 v.Chr.

## Gens Porca Licina
- Lucius Porcius Licinus (I): praetor in 207 v.Chr.
- Lucius Porcius Licinus (II): oudste zoon van L. Porcius Licinus (I), consul in 184 v.Chr.
- Lucius Porcius Licinus (III): jongere zoon van L. Porcius Licinus (I), duumvir in 181 v.Chr.

## Gens Porcia Festa
- Porcius Festus: procurator van Judea in 62 n. Chr.

## Gens Porcia Latrones
- Marcus Porcius Latro: befaamde retor tijdens het bewind van Augustus.